# Yasunari Kitaura
Yasunari Kitaura (ur. 25 maja 1937) – aikidoka, obecnie 8 Dan Aikikai.
Jest absolwentem Historii Sztuki Uniwersytetu Waseda w Tokio. Był uczniem Morihei Ueshiby, później Kisshomaru Ueshiby. Od 1967 roku mieszka w Hiszpanii, gdzie jest autorytetem ds. Aikido. W jego dojo wychowało się wielu hiszpańskich aikidoków.